# 桑達爾湖
桑達爾湖是俄羅斯的湖泊，由卡累利阿共和國負責管轄，位於奧涅加湖西北面，長41公里、寬7.2公里，面積152平方公里，最大水深58米，平均水深12米，湖中有79個島嶼。